# Soccer mom
El terme soccer mom (en català: "mare de futbol") es refereix, a grans trets, a una dona estatunidenca de classe mitjana i suburbana que passa una gran part del seu temps transportant els seus fills en edat escolar a esdeveniments esportius juvenils o altres activitats extraescolars. Es va generalitzar durant les eleccions presidencials dels Estats Units de 1996 i, amb el temps, ha adquirit una connotació desfavorable.

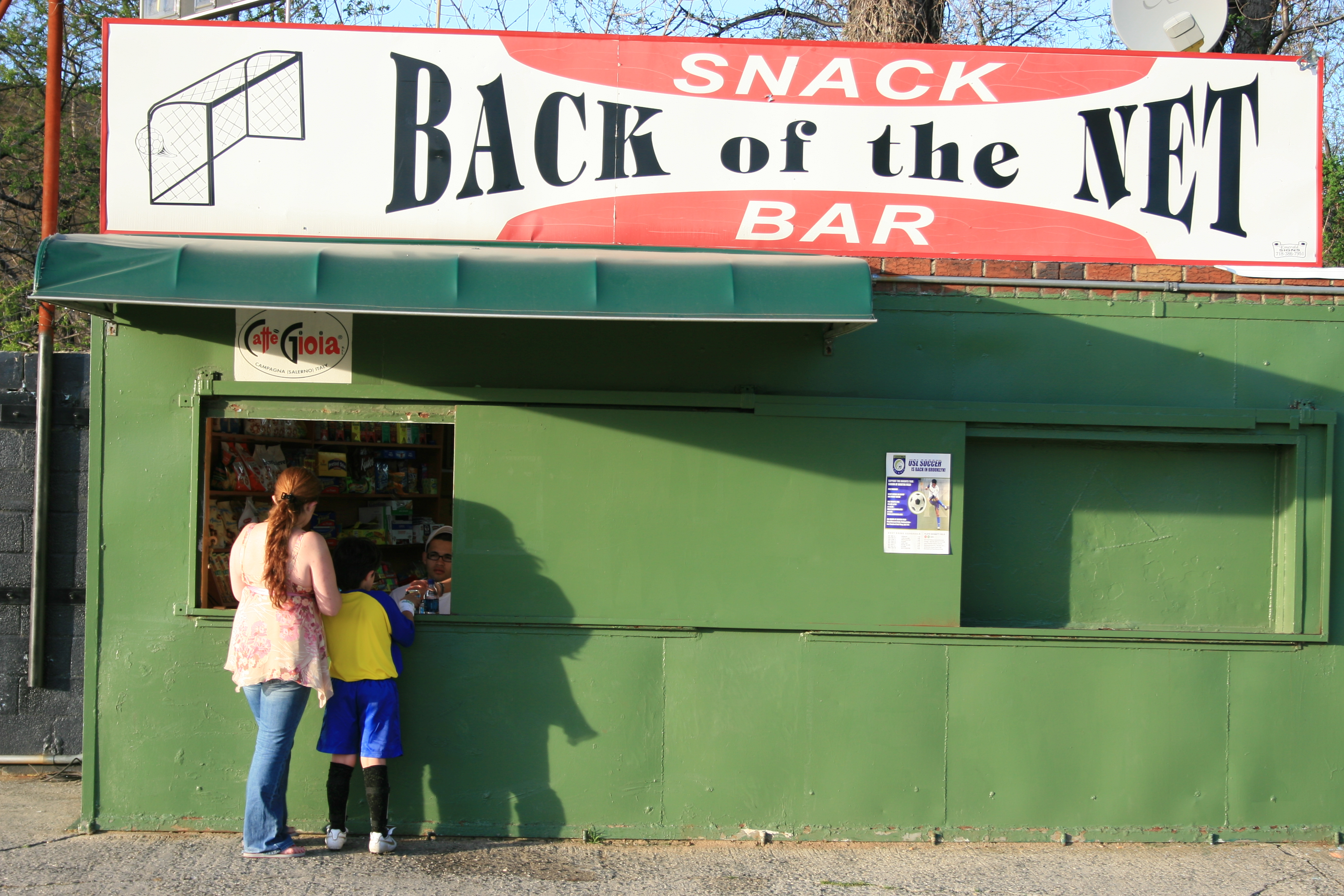
Una soccer mom i el seu fill en un avituallament al Metropolitan Oval, un complex de futbol de Queens, Nova York.

La frase "mare de futbol" es refereix generalment a una dona casada, estatunidenca i de classe mitjana que viu als suburbis i té fills en edat escolar. De vegades se la descriu als mitjans com ocupada o sobrecarregada i conduint una furgoneta o un SUV. També se la representa posant els interessos de la seva família i, sobretot, dels seus fills, per davant dels seus. La frase deriva de la descripció literal i específica d'una mare que transporta i mira els seus fills jugar a futbol. També es va utilitzar en noms d'organitzacions de mares que van recaptar diners per donar suport als equips de futbol dels seus fills.
La primera referència al terme "soccer mom" als mitjans nacionals dels Estats Units es remunta al 1982. En aquell any, el marit de la tresorera del "Soccer Moms booster club" de Ludlow, Massachusetts, va robar 3.150 dòlars recaptats en benefici d'una lliga de futbol local (equivalent to $8,400 el 2020).
Els índexs de diaris i magazins estatunidencs mostren un ús reduït del terme fins a 1995, quan, durant una elecció per a alcaldia de Denver, Susan B. Casey va córrer amb l'eslògan: "Una soccer mom per a la batlia." Casey, que tenia un doctorat en filosofia, dugué a terme campanyes d'elecció presidencial, va utilitzar l'eslògan com a eina per a assegurant votants que confiaven en ella per "just com elles," mostrant-se a si mateixa com una veïna més". La frase va reconduir l'angoixa sobre els èxits de les dones, i l'estereotip de que les dones llestes, realitzades no eren capaces de tenir una carrera professional i tenir cura de la seva família. Casey va guanyar l'elecció amb 51 per cent del vot.
El terme va tenir un ús generalitzat al voltant de l'època de la Convenció Nacional Republicana de 1996. El seu primer ús en un article de notícies sobre aquestes eleccions va aparèixer a l'edició del 21 de juliol de 1996 de The Washington Post. EJ Dionne, l'autor de l'article, va citar Alex Castellanos (aleshores un assessor principal de mitjans de Bob Dole) que va suggerir que Bill Clinton s'orientava a un grup demogràfic a qui Castellanos va anomenar les "soccer moms". La mare futbolista va ser descrita a l'article com "la mare treballadora amb ingressos mitjans, sobrecarregada, que transporta els seus fills des de les classes de futbol fins als exploradors i a l'escola". L'article suggeria que el terme "mare futbolista" era una creació de consultors polítics. Castellanos va ser citat posteriorment a The Wall Street Journal dient: "Ella és la consumidora clau swing al mercat i la votant swing clau que decidirà les eleccions".
L'interès dels mitjans per les soccer moms va augmentar a mesura que s'acostaven les eleccions. El nombre d'articles sobre aquest tema als principals diaris va augmentar d'un total combinat de 12 per als mesos d'agost i setembre a un total de 198 per a octubre i novembre. L'intensa atenció mediàtica va derivar, en gran part de la creença dels mitjans, que les soccer moms s'havien convertit en el grup de votants més sol·licitats a les eleccions de 1996. Al final, les dones dels suburbis van afavorir Clinton entre un 53 i un 39 per cent, mentre que els homes dels suburbis van votar a favor de Dole.
Durant les eleccions, l'atribut més citat de la soccer mom en els principals diaris era que era una mare o una dona que tenia fills. Les següents característiques més esmentades van ser que "viu als suburbis (41,2% dels articles); és una votant swing (30,8%); està ocupada, molesta, estressada o sobrecarregada (28,4%); treballa fora de la llar (24,6%); condueix un monovolum, (normalment una Volvo) vehicle familiar o un vehicle utilitari esportiu (20,9%); és de classe mitjana (17,1%); està casada (13,7%) i és blanca (13,3%) ."
Les soccer moms van rebre tanta atenció durant les eleccions que l'American Dialect Society va votar aquest terme com la paraula de l'any per al 1996. La columnista Ellen Goodman de The Boston Globe va qualificar el 1996 com "l'Any de la Soccer Mom". L'Associated Press va nomenar les soccer moms, juntament amb la Macarena, Bob Dole i " Rules Girls", com a quatre fenòmens que estarien associats per sempre amb l'any 1996.

## Crítica
Les soccer moms han estat acusades d'obligar els seus fills a participar en massa activitats extraescolars, d'hiperparentar-los i presionar-los cap a la competició en lloc de deixar-los gaudir de la seva infància. També hi ha hagut nombroses històries poc afavorides sobre les soccer moms que arriben a l'extrem per ajudar els seus fills, com ara fer cua als restaurants o discutir amb l'àrbitre.
L'any 2003, el fabricant d'automòbils Nissan, que durant diversos anys havia afavorit la imatge de la soccer mom, va començar a comercialitzar el seu monovolum Quest com "elegant, sexy i desitjable".

## Termes relacionats

### Security moms
Durant la campanya presidencial de 2004, els experts van començar a parlar de la security moms (mares de seguretat), que es considerava un poderós bloc de vots. Se suposa que les security moms estaven preocupades principalment per qüestions com la guerra a l'Iraq, el terrorisme domèstic i la seguretat dels seus fills.
Hi ha proves, però, que les security moms no existien en nombre suficient per influir en el resultat de les eleccions de 2004. Les dones demòcrates acostumen a estar més interessades en l'assistència sanitària, que Kerry va abandonar com a tema electoral, i pot explicar la dificultat de Kerry per obtenir el seu suport.

### Hockey mom
Hockey mom és un terme molt utilitzat al Canadà i al nord dels Estats Units (incloent Alaska), on les mares solen portar els seus fills a pistes d'hoquei. El primer article de The New York Times que utilitzava hockey mom com a terme demogràfic va ser un artilcle de 1999 de la Chevrolet Silverado, una camioneta de gran capacitat. A l'article, el vehicle es descriu com a "suau i atrevit" que "hauria d'agradar a tothom, des de la hockey mom fins al que transporta bestiar".
L'exgovernadora d'Alaska Sarah Palin, la candidata republicana a la vicepresidència dels Estats Units el 2008, es va descriure a si mateixa com una hockey mom des de la seva carrera per a governadora el 2006. En el seu discurs a la Convenció Nacional Republicana de 2008 i en els discursos que seguiren la convenció, va fer broma dient que l'única diferència entre una hockey mom i un pitbull era el pintallavis, suggerint que les hockey moms són dures.
Els "Partisans de l'hoquei" a Internet afirmen que les hoquei mom són "una mica més intenses que les seves homòlogues de futbol, tant pel que fa al compromís amb l'esport com a la intensitat amb què animen els seus fills".